# 普普拉巴特歷史公園
普普拉巴特历史公园（皇家轉寫：Phu Phra Bat，發音：[pʰūː pʰráʔ bàːt]），又译帕跋山历史公园，是一座位於泰国烏隆府班普縣的歷史遺跡公園。該公園的特點是具有特殊的岩石，當中有一些史前時代岩畫，也有一些宗教建築在這些岩石之間。普普拉巴特意為佛陀足跡之地。1991年泰國文化部美術局成立此歷史公園。2004年列為泰國世界遺產的預備名單，並最終在2024年入選世界遺產。

## 地理
普普拉巴特歷史公園在分隔烏隆府與廊開府的普攀山脈西部地區，距離兩府的首府約65（40英里），歷史公園面積為548.8公頃（1,356英畝）。歷史公園全境在普帕巴-布阿博森林公園之內。

## 岩層
公園內特殊岩石包括突起、巨大、以特殊形狀平衡的岩石，其中有史前藝術和宗教建築。這些岩石的地質起源被認為是來自一千五百萬年前發生的海底侵蝕。

## 史前藝術
畫在有天然屏障處的史前岩畫保存較好，其他地區已明顯褪色。名為譚瓦（Tham Wua）的岩石有牛的圖案，名為譚孔（Tham Khon）的岩石有人的圖案。這些岩畫推測可追溯到6,000年前。

### 神話
普普拉巴特的岩石有一些神話傳說。內容為當地國王、國王的女兒，和她的追求者的故事。公園最引人注目的岩石賀能莎（Hor Nang Usa）描述國王將他美麗的女兒監禁，她秘密向追求者傳遞訊息，兩人不顧國王的反對而結婚。

## 宗教聖地
賀能莎（Hor Nang Usa）岩石是周邊建造神殿的眾多岩石之一。早期的神殿可以追溯陀羅缽地時期，建築受到印度教和佛教的影響。山上有兩個石雕佛陀腳印，經鑑定為澜沧王国時期的作品，山丘稱為「普普拉巴特」，意即佛陀足跡之地。歷史公園內最重要的神殿為一座老挝式的窣堵坡帕普他巴布阿博寺（Wat Phra Putthabaht Bua Bok）。每年三月舉行慶典。

## 圖集

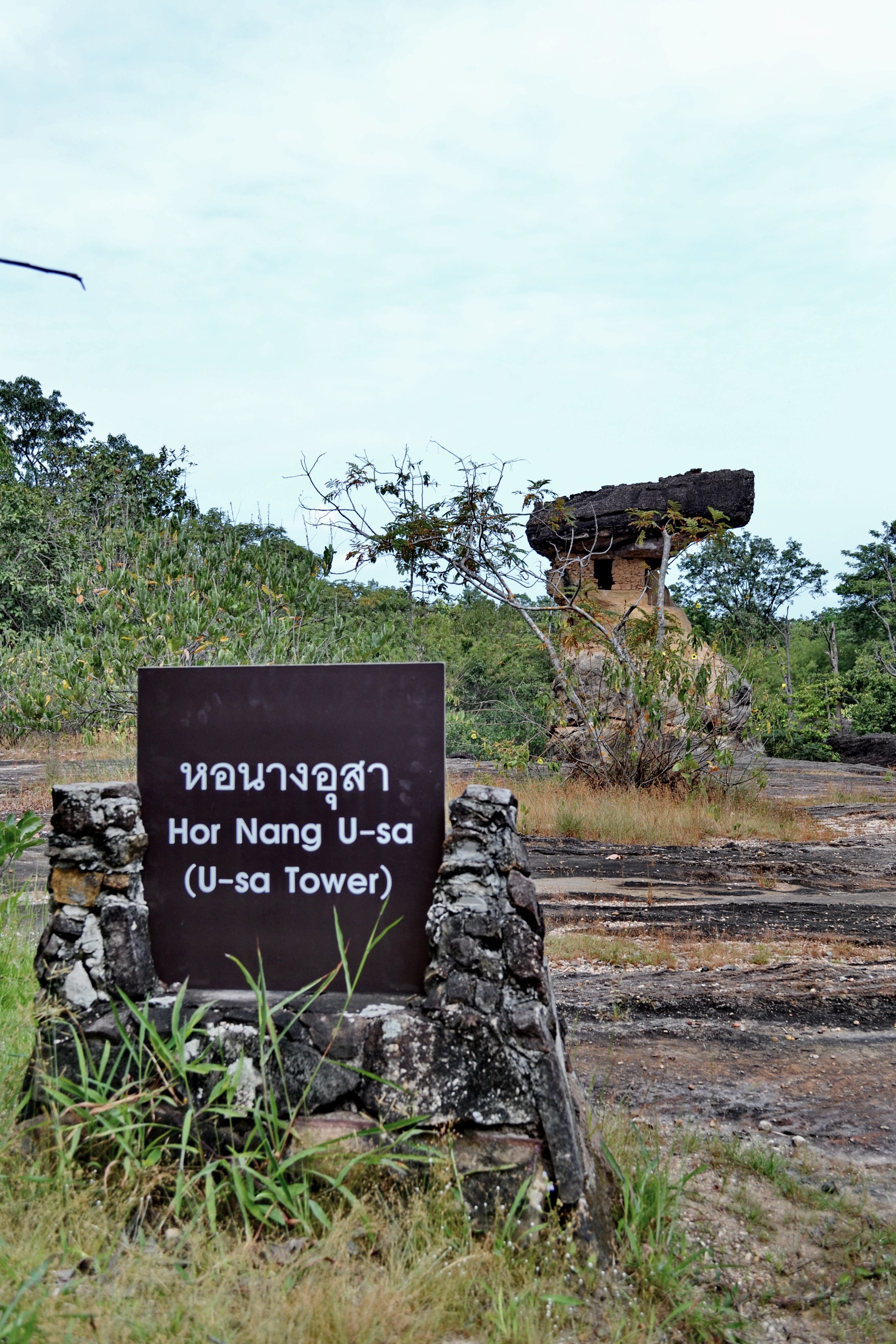
賀能莎（Hor Nang Usa）岩石
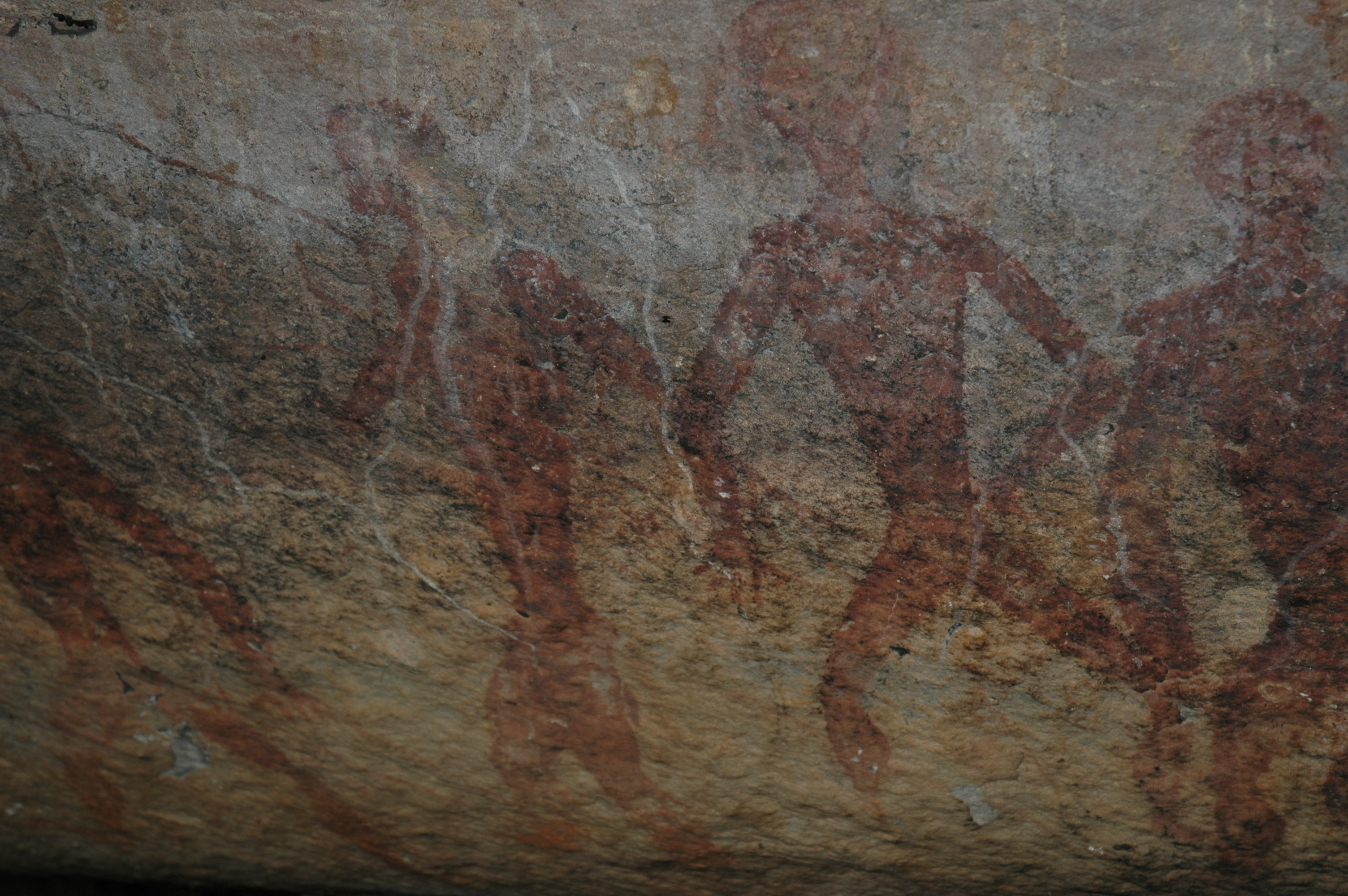
譚孔（Tham Khon）地層史前岩畫
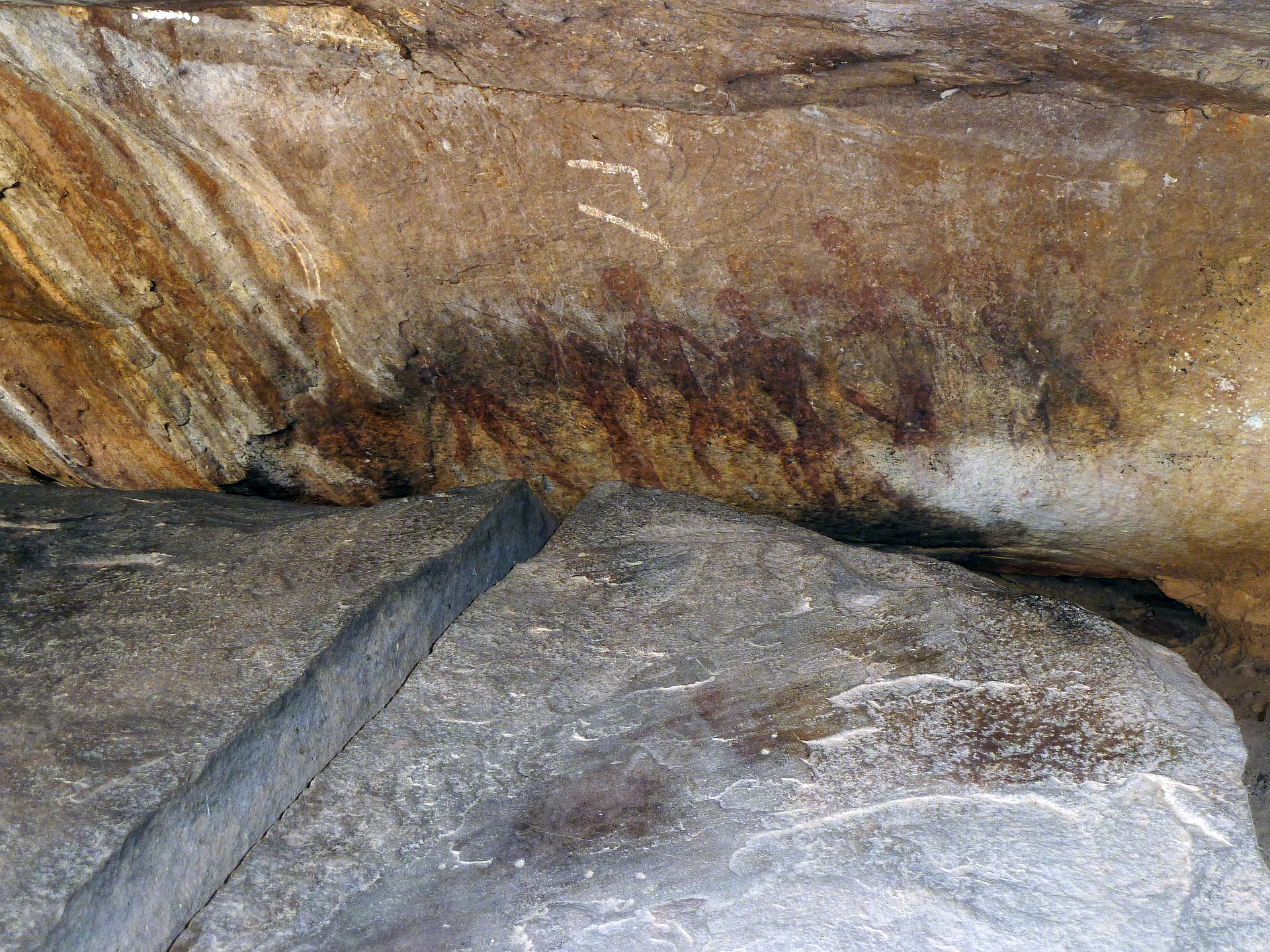
史前岩畫
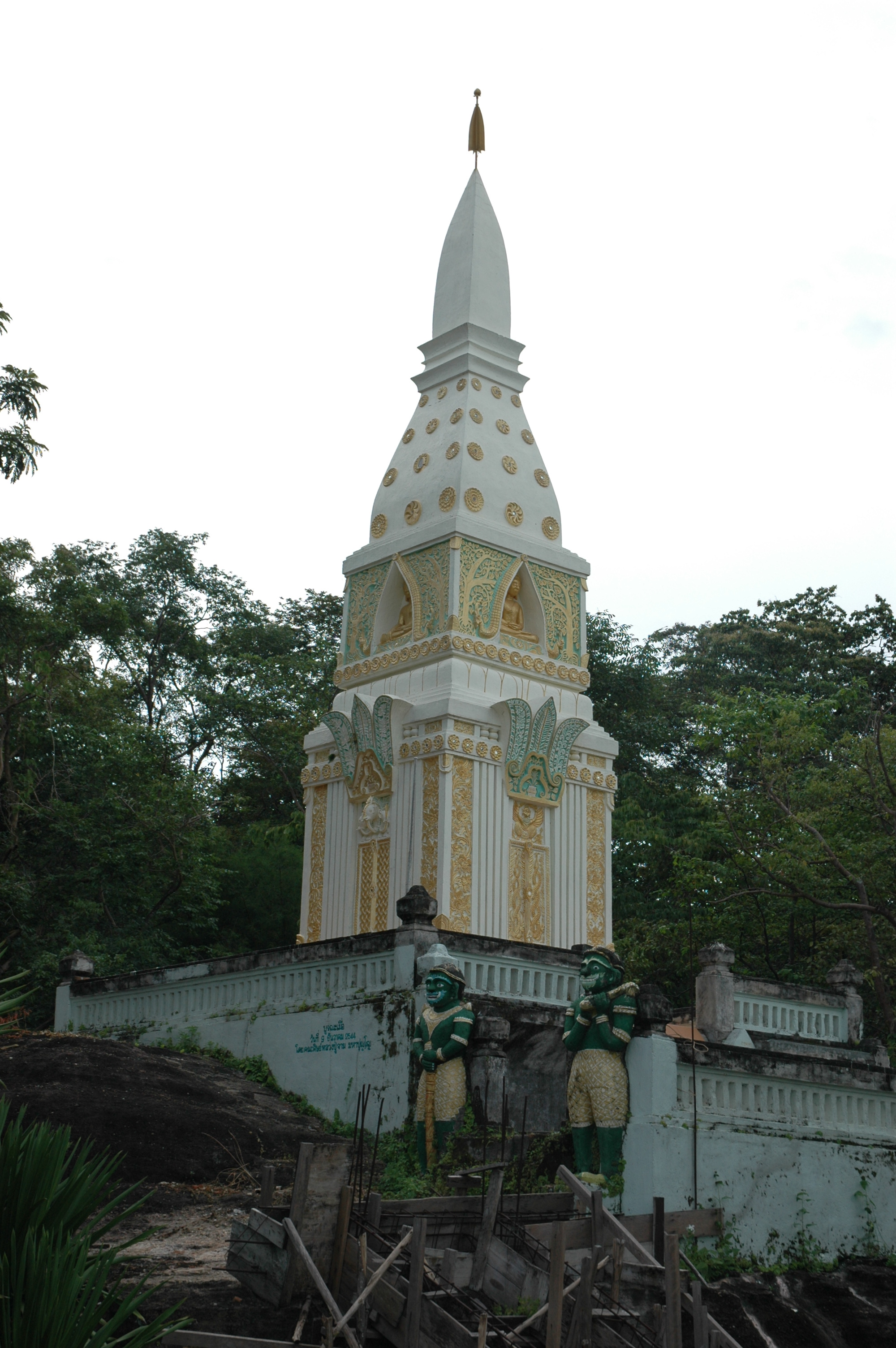
公園內的神殿